# 信阳涉外职业技术学院
信阳涉外职业技术学院是位于中华人民共和国河南省信阳市新县的一所全日制民办职业大学，由河南吉星对外劳务合作有限公司持有。

## 历史沿革
改革开放后，经济基础较落后的新县有不少居民前往日本、韩国等已开发国家打工；学校即肇始于1984年成立的新县外派劳务培训中心，2002年，该培训中心改名为新县对外劳务合作管理局外派劳务培训中心，可向国外派遣移工，并负责该县涉外劳务市场的管理和相关人才的培训；2011年，培训中心升格为专科层次的信阳涉外职业技术学院。